# Sarāb-e Kalān
Sarāb-e Kalān (persiska: سراب کلان) är en ort i Iran.   Den ligger i provinsen Ilam, i den västra delen av landet, 500 km sydväst om huvudstaden Teheran. Sarāb-e Kalān ligger 967 meter över havet och antalet invånare är 884.
Terrängen runt Sarāb-e Kalān är varierad. Runt Sarāb-e Kalān är det ganska glesbefolkat, med 39 invånare per kvadratkilometer. Närmaste större samhälle är Lūmār, 8,9 km öster om Sarāb-e Kalān. Omgivningarna runt Sarāb-e Kalān är i huvudsak ett öppet busklandskap.